# 地散磷
地散磷（英語：Bensulide）是一种有机磷乙酰胆碱酯酶抑制剂，常用作除草剂和杀虫剂。它作用于植物的根部的分生组织，通过与乙酰辅酶结合来抑制细胞分裂影响幼苗生长。一般来说，地散磷用于保护甘蓝类蔬菜，瓜类，蔬菜，豆类和大蒜。。EPA将其列为“一般使用农药”（General Use Pesticide）。